# Cap'n Jazz
Cap'n Jazz est un groupe d'emo américain, originaire de Chicago, dans l'Illinois. Il est formé en 1989 par les frères Tim et Mike Kinsella, qui sont rejoints par Sam Zurick et Victor Villarreal. À ses débuts, le groupe effectue quelques changements de nom, et recrute le guitariste Davey von Bohlen.

## Biographie
Cap'n Jazz enregistre plusieurs singles pour des labels indépendants au début des années 1990, et contribue à plusieurs compilations. En 1995, le groupe publie son premier et unique album, Burritos, Inspiration Point, Fork Balloon Sports, Cards in the Spokes, Automatic Biographies, Kites, Kung Fu, Trophies, Banana Peels We've Slipped On and Egg Shells We've Tippy Toed Over au label Man with Gun Records. L'album est aussi appelé Shmap'n Shmazz, qui apparait en tête de l'album.
Le groupe se sépare en juillet 1995, peu après la sortie de Shmap'n Shmazz, lors d'une nuit au Das Yutes a Go-Go à Little Rock. En 1998, Jade Tree Records assemble un double-disque rétrospectif de Cap'n Jazz intitulé  Analphabetapolothology qui comprend toutes les chansons du groupe : Shmap'n Shmazz, des singles inédits, des chansons issues des splits et des compilations, des démos inédites et plusieurs chansons jouées sur scène à Chicago.
Le groupe comprenait Tim Kinsella (chant), Samuel Zurick (basse), Mike Kinsella (batterie, chant), Victor Villarreal (guitare, chant), et Davey von Bohlen (guitare, chant entre 1994–1995).

### Réunion
Cap'n Jazz se réunit à l'Empty Bottle le vendredi 22 janvier 2010, au Don't Mind Control Variety Show de Joan of Arc. Après avoir joué un concert bref et impromptu à Chicago,le groupe joue son premier concert officiel au Forecastle Festival de Louisville, dans le Kentucky, le 10 juillet 2010 et un concert de réunion dans leur ville natale au Bottom Lounge, en soutien à la réédition en vinyle de Analphabetapolothology par Jade Tree Records,. Ils joueront par la suite aux États-Unis à la fin de 2010.
Cap'n Jazz est annoncé au FYF Fest en 2017 à l'Exposition Park de Los Angeles.

## Discographie

### Albums studio
- 1994 : Burritos, Inspiration Point, Fork Balloon Sports, Cards in the Spokes, Automatic Biographies, Kites, Kung Fu, Trophies, Banana Peels We've Slipped On and Egg Shells We've Tippy Toed Over (ou Shmap'n Shmazz)[3]

### EP
- 1993 : Sometimes if You Stand Further Away from Something, It Does Not Seem as Big. Sometimes You Can Stand so Close to Something You Can Not Tell What You are Looking At. (7”)
- 1993 : Boys 16 to 18 Years... Age of Action

### Anthologie
- 1998 : Analphabetapolothology (réédité en 2010 en format vinyle par Jade Tree Records)

### Compilations
- 1993 : Achtung Chicago! Zwei! (compilation)
- 1993 : Nothing Dies with Blue Skies (split 7” avec Friction)
- 1993 : How the Midwest Was Won (compilation 2x7”)
- 1993 : Picking More Daisies (compilation 2x7”)
- 1993 : It’s a Punk Thing, You Wouldn't Understand (compilation)
- 1993 : Ghost Dance (compilation)
- 1993 : A Very Punk Christmas (compilation)
- 1993 : Punk TV (compilation)
- 1995 : We’ve Lost Beauty (compilation)
- 1995 : Ooh Do I Love You (compilation)